# Kalligramma
Kalligramma (лат.) — род ископаемых сетчатокрылых насекомых из вымершего семейства Kalligrammatidae, обитавших в Китае, Казахстане, Германии и Англии 166,1—122,46 млн лет назад. Типовой род семейства Kalligrammatidae и подсемейства Kalligrammatinae. Цветные узоры на крыльях указывают на то, что они вели дневной образ жизни, подобно современным бабочкам. Глазчатые пятна на крыльях служили для отпугивания потенциальных хищников. Строение ротового аппарата свидетельствует о том, что представители рода, вероятно, были опылителями и питались пыльцой и соками хвойных растений из семейства Bennettitales и Cheirolepidiaceae. 

## Описание
Переднее крыло яйцевидное, заднее почти треугольное. И на переднем, и на заднем крыле имеется глачатое пятно; плечевая возвратная вена отсутствует; костальные прожилки в основном раздвоены; Sc и R1 слились на вершине; Rs с многочисленными первичными ответвлениями; MP гребенчатая; CuP раздвоена дистально.

## Классификация
По данным сайта Paleobiology Database, на февраль 2022 года в род включают 13 вымерших видов:
- Kalligramma albifasciatum
- Kalligramma brachyrhyncha
- Kalligramma circularia
- Kalligramma delicatum
- Kalligramma elegans
- Kalligramma flexuosum
- Kalligramma haeckeli
- Kalligramma jurarchegonium
- Kalligramma liaoningense
- Kalligramma multinerve
- Kalligramma paradoxum
- Kalligramma roycrowsoni
- Kalligramma sharovi